# Poběžovice
Poběžovice (dříve Ronšperk, německy Ronsperg) jsou město v severozápadní části okresu Domažlice v Plzeňském kraji. Leží v podhůří Českého lesa, nedaleko hranice s Bavorskem. Městem protéká potok Pivoňka. Žije zde přibližně 1 600 obyvatel.

## Historie

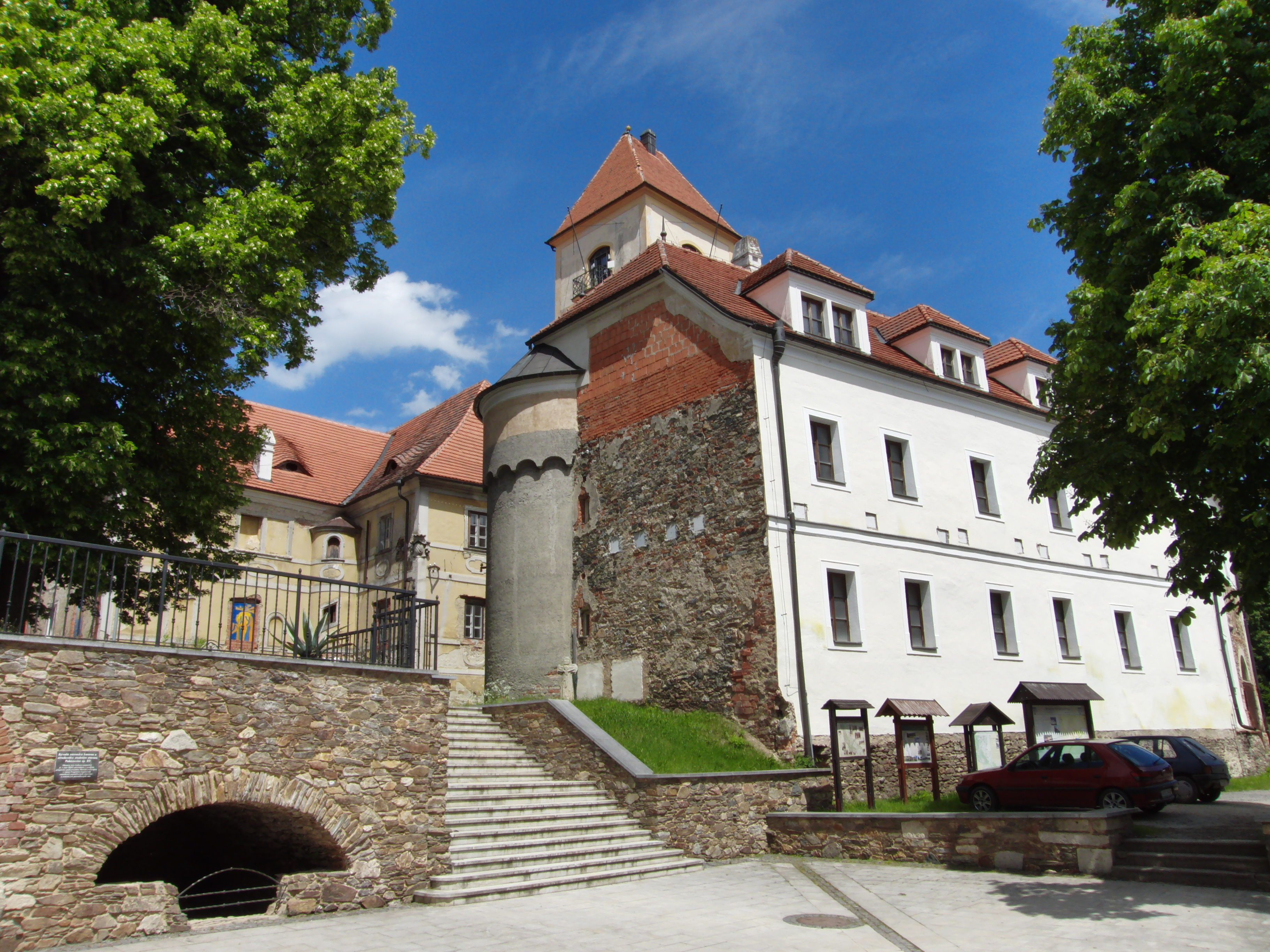
Barokní zámek

Poprvé jsou Poběžovice připomínány v roce 1359, kdy patřily Zdeňkovi z Ronšperka spolu s blízkými statky Valtířovem, Vlkanovem, díly Šitboře a Starého Herštejna. Ronšperkové vybudovali první tvrz. Ve druhé polovině 15. století Dobrohost z Ronšperka vystavěl gotický hrad s hradbami a kostel, v němž byl roku 1506 pohřben, jeho náhrobní deska se dochovala dodnes. Roku 1502 byly Poběžovice povýšeny na město.
Roku 1526 získali Poběžovice páni z Gutštejna, kteří je roku 1543 prodali bratrům ze Švamberka. V pobělohorské době byl majetek zkonfiskován královskou komorou. Dědictvím po Janu Jindřichovi z Bedenberka byl statek převeden do majetku dvorského rady a hejtmana hradeckého kraje Daniela Norberta Pachty z Rájova, po jehož smrti jej zdědila dcera Anna Feliciana, provdaná za Matyáše Bohumíra z Wunschwitz, který se vrátil z tureckého zajetí a dal v letech 1682–1695 hrad přestavět do podoby raně barokního zámku. V té době u něj pobýval sochař Jan Brokoff, uprchlý z Prahy před morem. Hned po příjezdu vyřezal dřevěné modeletto pro nejstarší sochu Jana Nepomuckého, odlitou roku 1683 do bronzu na Karlův most v Praze. Syn Bohumír Daniel panství zanedbával. Další majitelé se na zámku rychle střídali, za první pruské války roku 1741 sloužil dokonce jako vojenský lazaret. 

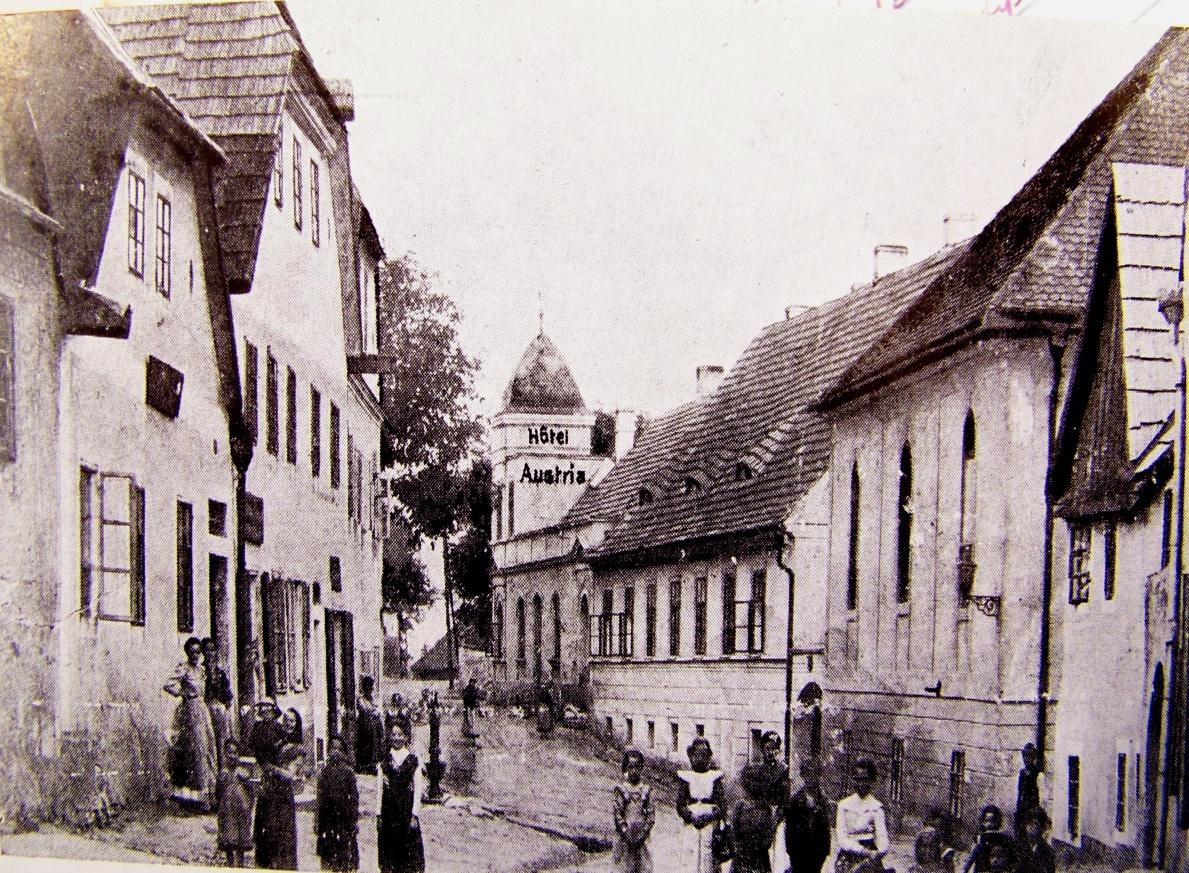
Někdejší Nádražní ulice v roce 1910, na snímku vpravo je synagoga

Roku 1844 byl držitelem panství Leopold Thun-Hohenstein, který proměnil zámeckou zahradu v anglický park. V polovině 19. století zde pobýval mladý Bedřich Smetana, který v rodině Thunů působil jako učitel hudby Leopoldových dcer.
V roce 1864 zakoupil Poběžovické panství rod Coudenhovů za cenu téměř milion zlatých. Hrabě Heinrich Coudenhove-Kalergi působil jako vyslanec v Japonsku, kde se seznámil s krásnou Micuko Aojama, se kterou se oženil a v roce 1896 spolu přijeli do Poběžovic. Heinrich a Mitsuko měli 7 dětí. Z nich nejvýznamnější – Richard Mikuláš Coudenhove-Kalergi byl prvním prezidentem Panevropské unie. Coudenhovům byl všechen majetek roku 1945 zkonfiskován podle Benešových dekretů.
V Poběžovicích, v jidiš ראנשבערג‎ (Ronsberg, Rosenberg, Ronšperk, Ranžberk či Ranchsburg; v 19. století odvozená varianta Rosenbaum) žila velice početná židovská komunita, poprvé zmiňována již. na počátku 16. století. Působila zde významná ješiva. Poběžovická židovská obec nepřežila nacistickou okupaci 1939–1945; synagoga byla na počátku války vypálena nacisty. Ve městě je však po židovském osídlení mnoho památek, například místní židovský hřbitov (nejstarší náhrobek z poloviny 17. století) či poběživická mikve — údajně se, podle chasidské tradice jedná o mikve, kde se měl koupat samotný Baal Šem Tov, zakladatel chasidismu. Vzhledem k významnosti místa v rámci židovské diaspory je dnes hojně rozšířeno aškenázské příjmení Ranchsburg, a jeho varianty.

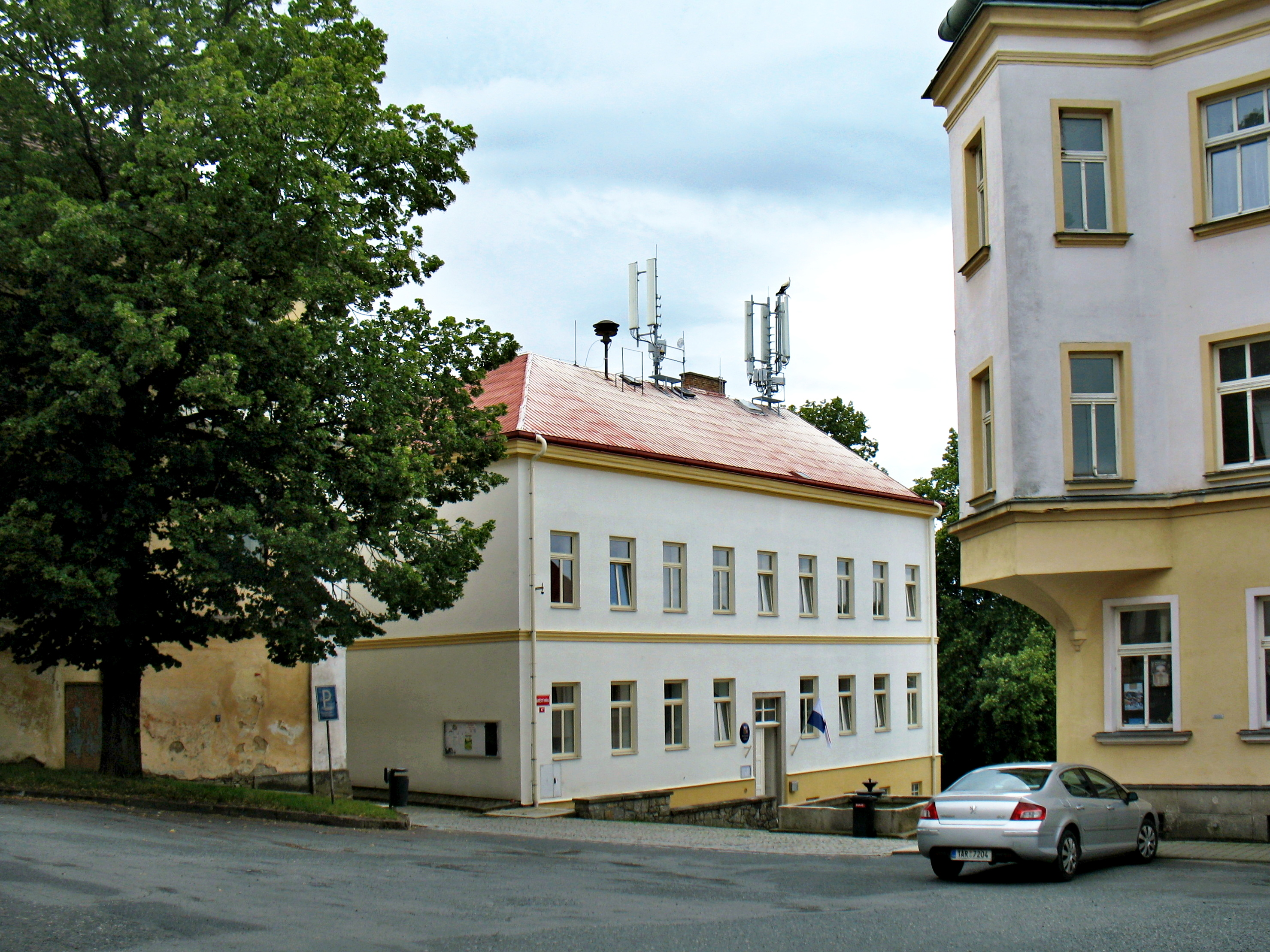
Městský úřad

Po roce 1945 došlo k odsunu většinového německého obyvatelstva a město bylo dosídleno Čechy. Zámek spolu s panstvím byl po válce zabaven rodině Coudenhovů a zestátněn. Za komunismu Poběžovice kvůli své poloze na periferii upadají.
V současnosti se Poběžovice stávají turistickým cílem nejen kvůli zámku a obnovenému židovskému hřbitovu, ale také kvůli krásné a neporušené přírodě Českého lesa.
Poběžovice jsou sídlem pověřeného městského úřadu pro 12 okolních obcí. Po roce 1989 začalo město opět postupně vzkvétat, dochází k obnově historických památek, především zámku. V roce 1995 byly Poběžovice vyhlášeny městskou památkovou zónou.
Z hlediska občanské vybavenosti je v Poběžovicích zdravotní středisko, lékárna, základní škola, Sbor dobrovolných hasičů s jednotkou PO II/1, pošta, knihovna, bankomat, obvodní oddělení Policie ČR , fotbalová hřiště, tenisové a volejbalové kurty, čerpací stanice, hotel, restaurace a vinotéka.

## Obyvatelstvo

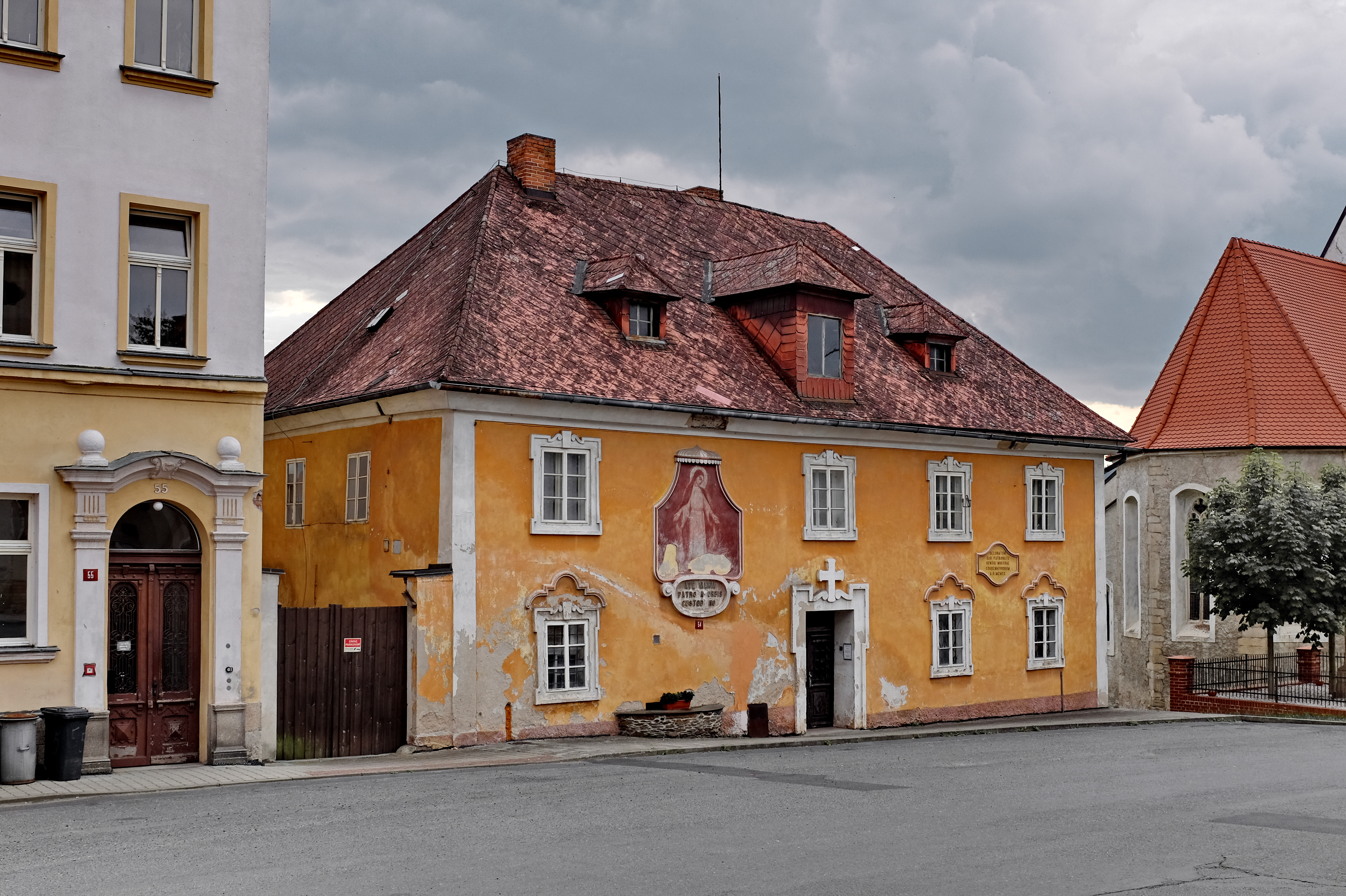
Fara

Podle údajů ze sčítání lidu v roce 2023 žilo v Poběžovicích 1 523 občanů. Z tohoto počtu bylo 733 mužů a 779 žen. Počet obyvatel ve věku 0 - 14 let byl 239 osob, ve věku 15 - 59 let bylo 923 obyvatel a ve věku 65 let a více bylo 364 občanů. Průměrný věk občanů Poběžovic je relativně nízký: asi 44,1 let.
V roce 2001 bylo z celkového počtu 93,9 % obyvatel české národnosti, 1,9 % se přihlásilo k národnosti slovenské a 1,3 % k národnosti německé. Zbylé národnostní skupiny (Romové, Moravané, Poláci, Ukrajinci) mají zanedbatelný počet příslušníků, přestože Romů žije ve městě pravděpodobně větší počet. 24,4 % občanů města bylo v roce 2001 věřících.
| Rok            | 1869  | 1880  | 1890  | 1900  | 1910  | 1921  | 1930  | 1950  | 1961  | 1970  | 1980  | 1991  | 2001  | 2011  | 2021  |
| -------------- | ----- | ----- | ----- | ----- | ----- | ----- | ----- | ----- | ----- | ----- | ----- | ----- | ----- | ----- | ----- |
| Počet obyvatel | 3 083 | 3 106 | 2 970 | 3 092 | 3 380 | 3 282 | 3 190 | 1 775 | 1 826 | 1 627 | 1 724 | 1 705 | 1 757 | 1 637 | 1 498 |
| Počet domů     | 457   | 450   | 446   | 479   | 488   | 516   | 577   | 517   | 354   | 333   | 331   | 356   | 394   | 418   | 432   |

## Statistiky

### Zaměstnanost
Údaje ze sčítání lidu v roce 2001 udávali v Poběžovicích 926 ekonomicky aktivních občanů. Nezaměstnanost v roce 2023 dosahovala 3,7 %, což je velmi nízká hodnota. Největší podíl pracujících byl zaměstnán v průmyslu (31,4 %), následovalo zemědělství a lesnictví (11,3 % ) a obchod a školství, zdravotnictví (po 7,7 %). 7,2 % občanů bylo zaměstnáno ve stavebnictví, 7,1 % v dopravě, poštovních službách a komunikaci a 6,9 % ve státní správě.

### Domy
Domovní fond poběžovického katastru (zahrnující také místní části) čítal v roce 2021 825 bytů, z toho bylo 496 rodinných domů a 313 v bytových domech. Z čehož 651 bytů bylo obydlených (78,9 %). Z obydlených lokalit bylo 357 rodinných domů a 283 bytových domů.

### Katastr
Výměra katastrálního území města je 20 782 ha. Z této plochy tvoří 61,5 % zemědělská půda s velkým zastoupením orné půdy. Lesy jsou na katastru města zastoupeny 26,7 %. 1,21 % katastru města tvoří zastavěné plochy.

## Městská správa

### Místní části
- Ohnišťovice
- Sedlec
- Sezemín
- Šibanov
- Šitboř
- Zámělíč

Od 1. července 1979 do 23. listopadu 1990 k městu patřily i Hvožďany, Mnichov, Pivoň a Vranov a od 1. července 1985 do 23. listopadu 1990 také Drahotín, Hora Svatého Václava, Načetín, Nový Kramolín, Nový Pařezov, Otov, Starý Pařezov, Šidlákov a Vlkanov.

### Volby 2024[15]
| Strana              | Počet hlasů | Procent |
| ------------------- | ----------- | ------- |
| ANO                 | 114         | 38,90   |
| STAN                | 45          | 15,35   |
| ČSNS + KSČM + SD-SN | 41          | 13,99   |
| ODS + TOP09         | 40          | 13,65   |
| Piráti              | 17          | 5,80    |
| SPD                 | 14          | 4,77    |
| KDU-ČSL             | 10          | 3,41    |
| SOCDEM              | 6           | 2,04    |
| PŘÍSAHA             | 4           | 1,36    |

### Městské symboly
Znak a vlajka byly obci uděleny rozhodnutím předsedy Poslanecké sněmovny Parlamentu České republiky dne 21. června 1999.

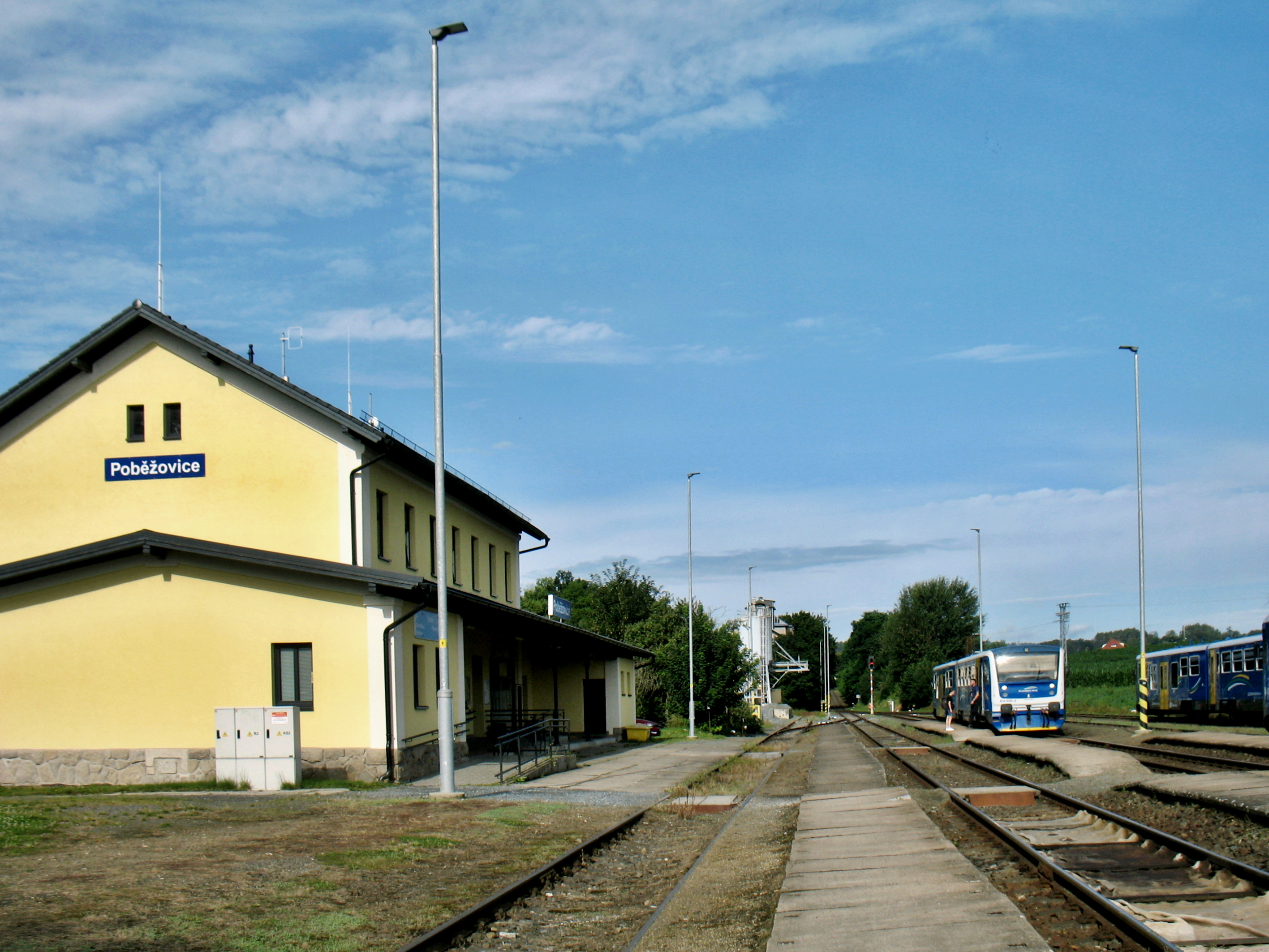
Nádraží

## Doprava
Poběžovice leží na křižovatce silnic druhé třídy II/195 a II/196.
Ve městě se střetávají železniční tratě Domažlice–Planá u Mariánských Lázní a Staňkov–Poběžovice. Na území města je stanice Poběžovice a dvě zastávky v Zámělíči a Ohnišťovicích na trati Staňkov–Poběžovice.
Poběžovice jsou přestupní zastávkou na mnoha místních autobusových tratích. Jedná se o linky Horšovský Týn-Poběžovice-Rybník, Klenčí pod Čerchovem-Poběžovice, Domažlice-Poběžovice-Vranov a Domažlice-Poběžovice-Mutěnín-Rybník.

## Pamětihodnosti

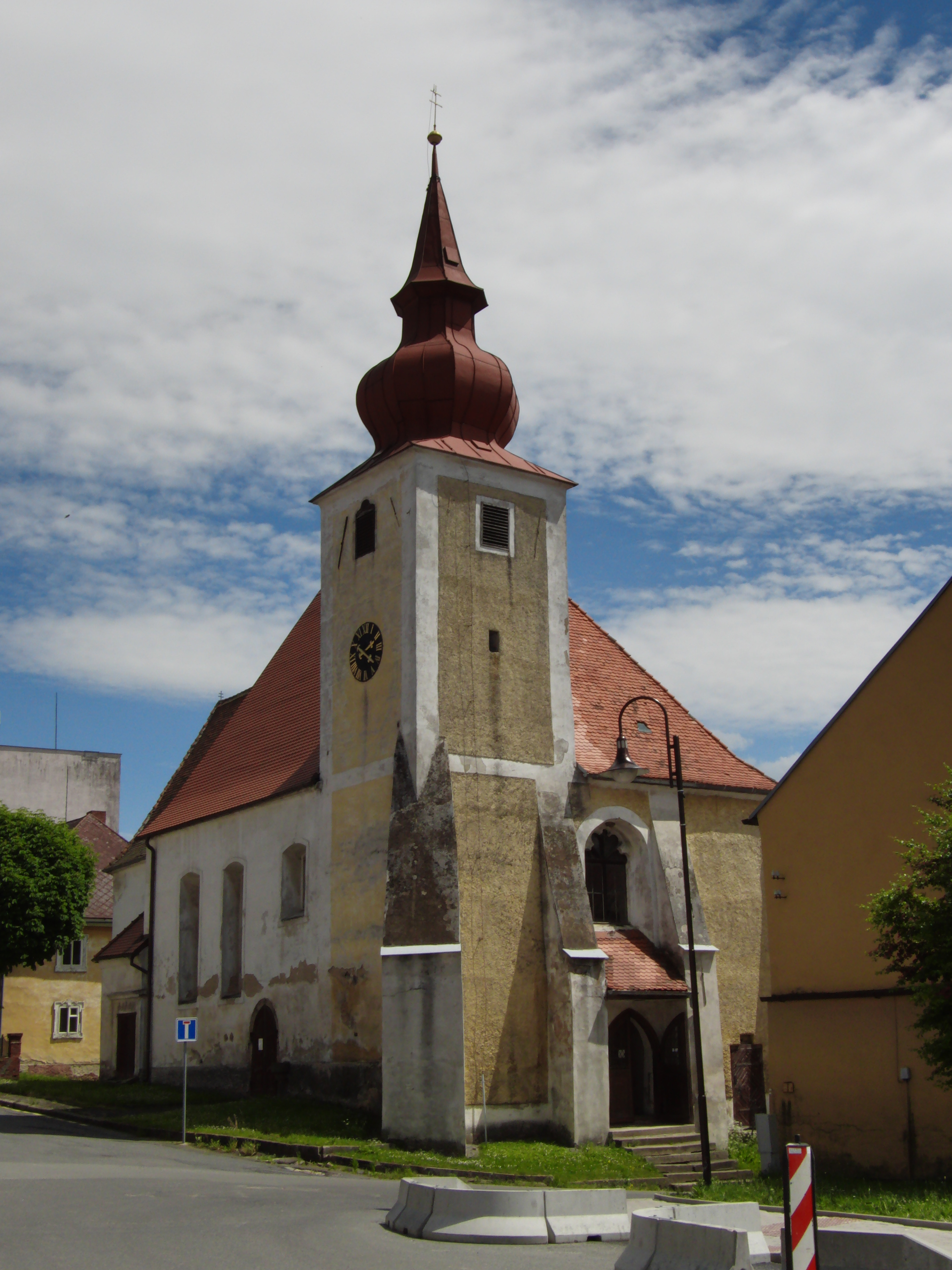
Kostel Nanebevzetí Panny Marie

- Poběžovický zámek stojí na mírné vyvýšenině ve středu města. Jeho zdivo pochází ještě z dob gotického hradu z 15. století. K přestavbě na zámek došlo v letech 1682–1695.[17] Po roce 1945 došlo k zabavení zámku rodu Coudenhovů a objekt na krátko převzala Pohraniční stráž. Začátkem osmdesátých let 20. století bylo rozhodnuto o jeho demolici, ke které nakonec nedošlo, a v roce 1989 se započalo s rekonstrukcí. V červenci a v srpnu na zámku probíhají prohlídky.
- Kostel Nanebevzetí Panny Marie je gotická stavba založená kolem roku 1500. Ve druhé polovině 17. století byl objekt barokně přestavěn. Dříve měl kostel dvě věže, jedna z nich byla na začátku 20. století pro špatný technický stav stržena. Interiér kostela, krytý kazetovým stropem, obsahuje hodnotné zařízení ze 17.–19. století.
- Městské opevnění
- Synagoga, dnes již zničená poběžovická památka, byla založena v roce 1806. V její blízkosti stávala modlitebna s rituální lázní, ve které se v roce 1744 koupal zakladatel ortodoxního židovského směru chasidů Jisra'el ben Eli'ezer (Ba'al Šem Tov), který potvrdil léčivé účinky lázně. Poběžovice se proto až do druhé světové války staly poutním místem členů tohoto směru. Po holocaustu za druhé světové války v Poběžovicích židovská komunita zanikla a synagoga byla zničena. Zbytky mikve se dochovaly dodnes, ale kvůli svému umístění na soukromém pozemku jsou nepřístupné.
- Židovský hřbitov v Poběžovicích v blízkosti města
- Kostel svatého Mikuláše v Šitboři je pravděpodobně jedna z prvních raně gotických staveb v západních Čechách.
- Do malé nejzápadnější části katastrálního území obce, na severovýchodním úbočí vrchu Skalky, zasahuje přírodní rezervace Drahotínský les.[18]

## Osobnosti
- Richard Mikuláš Coudenhove-Kalergi (1894–1972), rakouský šlechtic s československým občanstvím, spisovatel, politik a zakladatel Panevropské unie
- Moses Löb Bloch, rabín, ředitel semináře rabínů v Uherské zemské rabínské škole v Budapešti, narozen roku 1815 v Poběžovicích
- Ida Friederike Görres narozena roku 1901 v Poběžovicích, spisovatelka, sestra Richarda Mikuláše Coudenhove-Kalergiho
- Franz Bauer (1930–2020), autor a vydavatel knihy Ronsperg. Kniha vzpomínek, která přispěla k porozumění mezi Němci a Čechy
- Maria Kloss, malířka, narozena roku 1940 v Poběžovicích
- Abraham Langschur, židovský obchodník
- Guido Reimer, důstojník SS v koncentračních táborech Buchenwald a Mauthausen
- Emil Starkenstein, farmakolog, zavražděn nacisty roku 1942 v Mauthausenu
- Matyáš Bohumír Wunschwitz (1632–1695), šlechtic, budovatel zámku a ctitel Jana Nepomuckého
- Jan Jiří ze Švamberka (1548–1617), šlechtic, významný český politik a diplomat